# John Gast
John Gast (Berlim, Prússia, 21 de dezembro de 1842 – Nova Iorque, Estados Unidos, 26 de julho de 1896) foi um pintor e litógrafo americano.
Seu trabalho mais famoso é Progresso Americano (1872), a representação mais conhecida da doutrina do destino manifesto. Pouco se sabe sobre sua vida.